# Ian Thorpe
Ian Thorpe, kallad “the Thorpedo”, född 13 oktober 1982 i Sydney, Australien, är en framgångsrik australisk simmare. I början av 00-talet var han den oomtvistat bäste manlige fristilssimmaren på medeldistans. Han vann under OS 2000 och 2004 sammanlagt nio medaljer, varav fem guld.  Dessutom har han vunnit 13 VM-guld.

## Biografi

### Bakgrund
Thorpe började simma när han var åtta år, sex år senare blev han uttagen att simma för det australiensiska simlaget efter hans seger i de nationella årsmästerskapen. På Pan Pacific Games 1997, som hölls i Japan, tog Thorpe två silvermedaljer.
Ian Thorpes simning underlättas av de stora fötterna; Thorpe har storlek 52 i fötter.

### Storhetstid, pensionering
Året därpå vann han två guld vid VM-tävlingarna. Hans definitiva genombrott kom vid OS 2000, då han dominerade de flesta fristilsloppen och tog hem tre guldmedaljer. Vid VM 2001 var han än mer framgångsrik, med hela sex segrar. VM 2003 innebar tre guld och OS två segrar – på 200 och 400 fritt.
Efter OS 2004 tog Thorpe ett sabbatsår, med målet att komma tillbaka till 2006 års Samväldesspel. Emellertid tvingades han på grund av sjukdom ställa in sitt deltagande i de tävlingarna. De följande träningslägren blev avbrutna. Thorpe meddelade november 2006 att han dragit sig tillbaka från tävlingssimmandet, baserat på bristande motivation.

### Dopningsmisstankar, återkomst
Den femfaldige OS-mästaren Ian Thorpe noterades maj 2007 "onormalt höga värden" av två dopningspreparat. Enligt franska L'Équipe hade australiern två typer av hormonpreparat i kroppen. 
Antidopningspersonal i Australien har avskrivit fallet på grund av avsaknad av vetenskapliga bevis men det internationella simförbundet, FINA, kräver att utredningen öppnas igen. FINA anser att Thorpe, som lade av i november 24 år gammal, ska bedömas av skiljedomstolen, CAS, i Lausanne.
Februari 2011 offentliggjorde Thorpe sin comeback till tävlingsbanorna. Siktet var i första hand inställt på OS i London, men Thorpe misslyckades i de australiensiska uttagningarna och lyckades inte kvalificera sig.

## Meriter och utmärkelser

### VM- och OS-guld
- VM 1998 – 400 m fritt, 4x200 m lagkapp
- OS 2000 – 400 m fritt, 4x100 m fritt, 4x200 m fritt
- VM 2001 – 400 m fritt, 800 m fritt, 200 m fritt, 4x100 m fritt, 4x200 m fritt, 4x100 m medley
- VM 2003: 400 m fritt, 200 m fritt, 4x200 m fritt
- OS 2004 – 400 m fritt, 200 m fritt

### Världsrekorden
23 totalt, varav 13 i långbana. 

### Utmärkelser
Thorpe utsågs alla år från 1999 till 2003 till Årets simmare i Australien. År 2000 fick han dessutom motta priset som Årets unge australier.